# Ріосеко-де-Тапія
Ріосеко-де-Тапія (ісп. Rioseco de Tapia) — муніципалітет в Іспанії, у складі автономної спільноти Кастилія-і-Леон, у провінції Леон. Населення — 419 осіб (2010).
Муніципалітет розташований на відстані близько 310 км на північний захід від Мадрида, 22 км на північний захід від Леона.
На території муніципалітету розташовані такі населені пункти: (дані про населення за 2010 рік)
- Еспіноса-де-ла-Рібера: 105 осіб
- Ріосеко-де-Тапія: 221 особа
- Тапія-де-ла-Рібера: 93 особи

## Демографія
Динаміка населення (INE ):